# Maria An Linghua
Św. Maria An Linghua (chiń. 安靈花瑪利) (ur. 1871 r. w Anping, Hebei w Chinach – zm. 11 lipca 1900 r. w Liugongying, Hebei) – święta Kościoła katolickiego, męczennica.
Maria An Linghua urodziła się w 1871 r. w Anping w prowincji Hebei.
Podczas powstania bokserów doszło w Chinach do prześladowania chrześcijan. Maria An Linghua razem z rodziną (babką Anną An Xin oraz Marią An Guo i Anną An Jiao) została aresztowana przez powstańców 11 lipca 1900 r. Próbowano zmusić je do wyrzeczenia się wiary. Ponieważ odmówiły, zostały wyprowadzone za wieś i zamordowane.
Dzień jej wspomnienia to 9 lipca (w grupie 120 męczenników chińskich).
Została beatyfikowana 17 kwietnia 1955 r. przez Piusa XII w grupie Leon Mangin i 55 Towarzyszy. Kanonizowana w grupie 120 męczenników chińskich 1 października 2000 r. przez Jana Pawła II.